# Slovénie aux Jeux olympiques d'hiver de 1994
Cet article contient des informations sur la participation et les résultats de la Slovénie aux Jeux olympiques d'hiver de 1994 à Lillehammer en Norvège. La Slovénie était représentée par 22 athlètes. 
Avec ses 18 ans, Alenka Dovžan est la plus jeune athlète de la délégation. Durant les jeux, le pays remporte trois médailles de bronze et se classe ainsi à la 20e place du tableau des médailles par nations,
.

## Médailles
|          | Médaille d'or | Médaille d'argent | Médaille de bronze | Total |
| -------- | ------------- | ----------------- | ------------------ | ----- |
| Slovénie | 0             | 0                 | 3                  | 3     |

- : Alenka Dovžan au combiné féminin[2];
- : Jure Košir au slalom masculin[2];
- : Katja Koren au slalom féminin[2];